# Jean-Marie Loret
Jean-Marie Loret ps. Klemens (ur. 1918, zm. 1985) – Francuz, jeden z licznych domniemanych potomków Adolfa Hitlera.

## Życiorys
Jean-Marie Loret urodził się wiosną 1918 roku jako nieślubny syn Charlotte Lobjoie, siedemnastoletniej córki rzeźnika. Jako nieślubne dziecko był pogardzany i wyszydzany. Nie mogąc podołać wychowaniu dziecka, matka oddała je na wychowanie swoim rodzicom, a następnie siostrze.
W czasie II wojny światowej Loret walczył przeciw Niemcom. W 1939 roku zaciągnął się do armii i w kampanii francuskiej walczył o utrzymanie Linii Maginota. Rok później jego oddział prowadził pacyfikację wojsk niemieckich w Ardenach, a przez resztę okupacji działał w ruchu oporu pod pseudonimem Klemens.

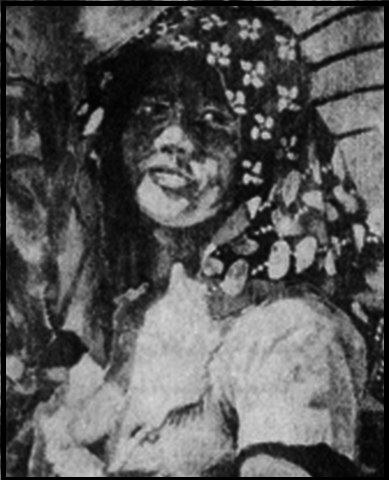
Charlotte Lobjoie

O swoim domniemanym ojcu dowiedział się od matki w 1948 lub 1950 roku. Według drugiej wersji informację miała wyjawić synowi tuż przed śmiercią. Według relacji Loreta usłyszanej od matki, miała poznać Hitlera w czerwcu 1917 roku w Fournes-en-Weppes, gdzie ten przebywał na przepustce jako żołnierz. Romans z Hitlerem miał trwać kilka tygodni, ale rzekomo Hitler miał utrzymywać kontakt z dawną kochanką. Zachowały się także dokumenty wskazujące, że matka Loreta w czasie wojny otrzymywała od wojska niemieckiego pieniądze.
W połowie lat 70. Loret zwrócił się o pomoc do niemieckiego historyka Wernera Masera. Maser odnalazł rzekomych świadków pamiętających romans matki Loreta, przeprowadził w Instytucie Antropologii i Genetyki na Uniwersytecie w Heidelbergu porównanie grup krwi i charakteru pisma Loreta i Hitlera oraz ich wyglądu zewnętrznego i DNA.
W 1979 roku prawnik Francois Gibault zaproponował Loretowi pomoc w uzyskaniu praw autorskich do książek Hitlera, ale ten odmówił. Loret jest autorem książki pod tytułem Ton père s’appelait Hitler (Twój ojciec nazywał się Hitler), dotyczącej swojego pochodzenia.
Żonaty, miał dziewięcioro dzieci.

## Kwestia pokrewieństwa
Za wersją Loreta przemawia jego fizyczne podobieństwo do Hitlera, ta sama grupa krwi i charakter pisma. Pierwsze testy genetyczne dały natomiast odpowiedź niejednoznaczną, nie wykluczając zarówno pokrewieństwa jak i jego braku. O pokrewieństwie mają także świadczyć pieniądze, które matka Loreta otrzymywała w czasie okupacji od niemieckiego wojska oraz znalezione w jego domu obrazy z podpisami Hitlera.
W 2008 roku belgijski dziennikarz Jean-Paul Mulder porównał DNA Loreta i 39 żyjących krewnych Hitlera, których wyniki jednoznacznie wskazały, że nie mógł on być synem Hitlera. Badania były jednak wątpliwe etycznie, gdyż część materiału pobrano wbrew woli badanych.